# Gesta Hunnorum et Hungarorum
Gesta Hunnorum et Hungarorum (Українською: «Дія́ння гунів і у́грів») — угорська хроніка, написана в основному , Шімоном із Кези приблизно 1282-1285 роках, є одним з джерел ранньої угорської історії. Вона також відома як Gesta Hungarorum (II), (Українською: «Діяння у́грів II») із зазначенням її статусу як розширення оригіналу Gesta Hungarorum (написаної близько 1200 року).
Робота датується 1282—1285 роками так як вона включає в себе битву Хóдтó (1282), але вже не згадує про татарську навалу в 1285 році.
Робота поєднує легенди про гуннів з історією. Вона складається з двох частин:
- гуннські легенди («гуннська хроніка»), розширена з угорських усних розповідей;[2]
- Історія Королівства Угорщини з оригіналу Gesta Hungarorum.

Симон Кеза був придворним кліриком короля Ласло IV Куна (правив в 1272–1290). Він багато подорожував в Італії, Франції та Німеччини та записав свою хроніку і поетичні матеріали з широким спектром свідчень.
За власним визнанням Кеза, він використовував сучасні німецькі, італійські та французькі хроніки, але було доведено, що він вільно використовував також угорські джерела.
Gesta Hunnorum et Hungarorum був відредагований і переведений в 1999 році Ласло Веспрмі і Френком Шаером для Центрально-Європейського університету .